# Eenheidsinterval
In de wiskunde is het eenheidsinterval het interval {\displaystyle [0,1]}, dus de verzameling van alle reële getallen die groter dan of gelijk zijn aan nul en kleiner dan of gelijk zijn aan een. Het is dus een gesloten interval.
Het eenheidsinterval speelt een fundamentele rol in de theorie van homotopie-equivalenties, een belangrijke tak binnen de topologie. Het eenheidsinterval is een metrische, compacte, samendrukbare, samenhangende en lokaal samenhangende ruimte. Als topologische ruimte is het eenheidsinterval homeomorf met de  uitgebreide reële getallenlijn. Het eenheidsinterval is een een-dimensionale analytische variëteit die door (0,1) wordt begrend, met een standaard gerichtheid van 0 tot 1. Als een deelverzameling van de reële getallen is de lebesgue-maat van het eenheidsinterval gelijk aan 1. Het is een totaal geordende verzameling en een compleet rooster, iedere deelverzameling van het eenheidsinterval heeft een ondergrens en een bovengrens. 
Hoewel er in de literatuur wel eens vrij wordt omgegaan met het soort grenzen van het eenheidsinterval, dat het een gesloten of een open interval is, dus bijvoorbeeld {\displaystyle (0,1],[0,1)} of {\displaystyle (0,1)} wordt er meestal het gesloten interval {\displaystyle [0,1]} mee bedoeld.
Soms worden met het eenheidsinterval objecten bedoeld die een rol spelen in verschillende takken van de wiskunde, te vergelijken met de rol die {\displaystyle [0,1]} speelt in de homotopietheorie. Bijvoorbeeld in de theorie van de bibbers, komt het eenheidsinterval overeen met de grafiek waarvan de vertexverzameling {\displaystyle (0,1)} is, die een enkele ribbe {\displaystyle e} bevat, waarvan de bron 0 en is waarvan het doel 1 is. Men kan dan een notie van homotopie tussen bibber homomorfismen definiëren, vergelijkbaar met de notie van een homotopie tussen continue afbeeldingen.